# Hyundai Getz
Hyundai Getz var en minibil fra den sydkoreanske bilfabrikant Hyundai Motor. Modellen kom på markedet i september 2002 som tre- og femdørs hatchback med tre forskellige benzinmotorer og udstyrsvarianter. I foråret 2003 blev programmet udvidet med en 1,5-liters dieselmotor fra Kia.
Getz fik i november 2005 et facelift, hvor optikken blev moderniseret i form af nye lygteenheder foran og bagpå og et nyt instrumentbræt, og motorerne blev forbedret.
I sensommeren 2006 kom Getz Cross. Modellen, som kun fandtes som femdørs, adskilte sig fra den almindelige Getz gennem et SUV-lignende udseende med øget frihøjde. På trods af dette havde bilen, ligesom alle andre Getz-modeller, kun forhjulstræk.
I Sydkorea og visse andre lande blev Getz solgt under navnet Hyundai Click. Fra 2006 til 2009 solgtes en venezuelansk søstermodel med navnet Dodge Brisa. I Japan hed modellen Hyundai TB (Think Basic).
Salget af Getz i Europa blev indstillet i starten af 2009. På visse markeder, herunder det sydkoreanske hjemmemarked, sælges modellen fortsat.

## Placering i fabrikantens modelprogram
I Hyundais modelprogram blev Getz introduceret som afløser for den 25 centimeter kortere mikrobil Atos, og var placeret under den lille mellemklassebil Hyundai Accent.
Efter at Atos, som i marts 2008 blev afløst af i10, ikke kunne fås fra 2002 til 2004, genintroducerede Hyundai Atos på det europæiske marked i 2004, efter at flere kunder havde efterspurgt en mindre model end Getz.
I slutningen af 2008 introducerede Hyundai serieversionen af Getz' efterfølger i20.

## Teknik
Hyundai brugte byggekasse-princippet til Getz, idet mange tekniske komponenter også blev brugt i andre biler fra koncernen (herunder også fra søstermærket Kia). Så alle motorerne bruges igen i Hyundai Atos/i10 (1,1 benzin), Hyundai Accent (1,4 benzin og 1,5 diesel) og Hyundai i30 (1,6 benzin).

## Sikkerhed
Getz var fra introduktionen i hele Europa standardudstyret med fire airbags (to front- og to sideairbags til fører og forsædepassager) og ABS. Efter faceliftet fås ESP som ekstraudstyr mod merpris.
I Euro NCAPs kollisionstest fik Hyundai Getz 25 point for personsikkerhed og fire ud af fem mulige stjerner. Dermed ligger den tæt på konkurrenter som f.eks. Peugeot 206 og Opel Corsa.
- Getz femdørs bagfra
- Hyundai Getz femdørs (2005–2009)
- Bagfra
- Hyundai Getz Cross (2006–2008)

## Tekniske specifikationer
| Model         | Cylindre | Ventiler | Slagvolume cm³ | Max. effekt kW (hk) / omdr. | Max. drejningsmoment Nm / omdr. | 0-100 km/t sek. | Topfart km/t | Byggeår         |
| ------------- | -------- | -------- | -------------- | --------------------------- | ------------------------------- | --------------- | ------------ | --------------- |
| Benzinmotorer |          |          |                |                             |                                 |                 |              |                 |
| 1.1           | 4        | 12       | 1086           | 46 (63) / 5500              | 94 / 3250                       | 16,1            | 148          | 9/2002 − 9/2005 |
| 1.1           | 4        | 12       | 1086           | 49 (67) / 5500              | 99 / 3200                       | 15,6            | 150          | 9/2005 − 6/2009 |
| 1.3           | 4        | 12       | 1341           | 60 (82) / 5800              | 117 / 3200                      | 11,5            | 163          | 9/2002 − 3/2004 |
| 1.3           | 4        | 12       | 1341           | 63 (86) / 5800              | 119 / 3200                      | 11,5            | 164          | 3/2004 − 9/2005 |
| 1.4           | 4        | 16       | 1399           | 71 (97) / 6000              | 126 / 3200                      | 11,2            | 170          | 9/2005 − 6/2009 |
| 1.6           | 4        | 16       | 1599           | 77 (105) / 5800             | 143 / 4500                      | 10,3            | 190          | 9/2002 − 9/2005 |
| 1.6           | 4        | 16       | 1599           | 78 (106) / 5800             | 144 / 3200                      | 9,6             | 180          | 9/2005 − 6/2009 |
| Dieselmotorer |          |          |                |                             |                                 |                 |              |                 |
| 1.5 CRDi      | 3        | 12       | 1493           | 60 (82) / 4000              | 191 / 1900                      | 13,8            | 170          | 8/2003 − 9/2005 |
| 1.5 CRDi      | 4        | 16       | 1493           | 65 (88) / 4000              | 215 / 1900 − 2500               | 12,1            | 173          | 9/2005 − 6/2009 |
| 1.5 CRDi      | 4        | 16       | 1493           | 81 (110) / 4000             | 235 / 1900 − 2750               | 11,1            | 180          | 9/2005 − 6/2009 |